# Peter Warlock
Philip Arnold Heseltine (Londres, 30 de outubro de 1894 — Londres, 17 de dezembro de 1930), conhecido pelo pseudónimo de Peter Warlock, foi um compositor e crítico musical britânico. O nome Warlock, que reflecte o interesse de Heseltine em práticas ocultas, foi usado para todos os seus trabalhos musicais publicados. Ele é mais conhecido como compositor de músicas e outras músicas vocais; também atingiu notoriedade na sua vida pelo seu estilo de vida pouco convencional e escandaloso.
Enquanto rapaz de escola no Eton College, Heseltine conheceu o compositor britânico Frederick Delius, com quem formou uma amizade próxima. Depois de uma carreira de estudante falhada em Oxford e Londres, Heseltine virou-se para o jornalismo musical, enquanto desenvolvia interesses em música folclórica e na música elisabetana. A sua primeira composição séria foi feita por volta de 1915. Depois de um período de inactividade, surgiu uma influência positiva e duradoura do seu trabalho a partir da reunião em 1916 com o compositor holandês Bernard van Dieren; também ganhou impulso criativo depois de um ano passado na Irlanda, a estudar a cultura e linguagem céltica. No seu regresso para Inglaterra em 1918, Heseltine começou a compor músicas num estilo distinto e original, enquanto construía uma reputação de crítico de música combativo e controverso. Durante 1920-21 editou o magazine de música The Sackbut. O seu período mais prolífico como compositor surgiu nos anos 20, quando assentou em Gales e depois em Eynsford em Kent.
Através das suas críticas escritas, publicadas no seu próprio nome, Heseltine fez uma contribuição pioneira para a escolaridade da música desde cedo. Em adição, ele produziu uma biografia extensa de Delius e escreveu, editou e ajudou à produção de vários outros livros e panfletos. Para o fim da sua vida, Heseltine tornou-se deprimido por uma perda de inspiração criativa. Morreu no seu apartamento em Londres com uma intoxicação com gás em 1930, possivelmente pelas suas próprias mãos.

## Vida

### Início

#### Infância e histórico familiar
Heseltine nasceu em 30 de outubro de 1894 no Hotel Savoy, que os seus pais usavam como sua residência em Londres. Os Heseltine eram uma família rica com ligações fortes ao mundo artístico e algum histórico de escolaridade clássica. Os pais de Philip eram Arnold Heseltine, um solicitador na firma da família, e Bessie Mary Edith, nascida Covernton. Ela era filha de um médico da cidade fronteiriça de Welsh em Knighton e era a segunda mulher de Arnold. Pouco depois do nascimento de Philip, a família mudou-se para Chelsea onde recebeu as suas primeiras lições de piano e frequentou um jardim de infância próximo.
Em março de 1897 Arnold Heseltine morreu subitamente com 45 anos. Seis anos mais tarde, Bessie casou com um arrendatário gaulês e magistrado local, Walter Buckley Jones, e mudou-se para o estado de Jones, Cefn Bryntalch, Llandyssil, perto de Montgomery, apesar de se ter mantido a casa de Londres. O jovem Philip eram orgulhoso dos seus ascendentes de Gales e manteve um grande interesse ao longo da vida pela cultura céltica; mais tarde viveria em Gales durante uma das suas fases mais produtivas e criativas.
Em 1903 Heseltine entrou na Escola Preparatória de Stone em Broadstairs, onde mostrou precoce habilidade académica e ganhou vários prémios. Em Janeiro de 1908, num concerto no Royal Albert Hall, ouviu uma actuação de Lebenstanz, composto por Frederick Delius. O trabalho impressionou-o até ter descoberto que o tio do artista, Arthur Joseph Heseltine (conhecido como "Joe"), vivia perto da casa de Delius em Grez-sur-Loing em França. Philip depois usou a ligação para obter o autógrafo do compositor para a professora de música da Stone House, W. E. Brockway.

#### Eton: primeiro encontro com Delius
Heseltine deixou Stone House no Verão de 1908 e começou no Eton College nesse Outono. O seu biógrafo Ian Parrott regista que ele odiava Eton, "com o seu generoso grito de adolescente de hinos vitorianos num colégio de capela masculino". Ele também não estava feliz com outros aspectos da vida escolar, tal como o Officers' Training Corps, a homossexualidade sugestiva, e o bullying restrito. Encontrou alívio na música e, possivelmente devido à sua ligação com o tio, formou um interesse em Delius que desenvolveu numa quase obsessão. Também encontrou um espírito parecido num professor de música em Eton e advogado de Delius, o violoncelista Edward Mason, do qual Heseltine levou uma cópia da partitura de Sea Drift. Ele rapidamente achou "divinal" e pediu fundos à sua mãe para comprar mais música de Delius. Segundo Cecil Gray, a primeira biógrafa de Heseltine, "[Heseltine] não descansou até ter encontrado todos os trabalhos de Delius que estava acessível na altura".
Em Junho de 1911, Heseltine soube que Thomas Beecham ia fazer um concerto de Delius na Queen's Hall em Londres no dia 16 desse mês, no qual o compositor ia estar presente, e as suas Songs of Sunset iam ter a primeira actuação. Colin Taylor, um simpático tutor de piano de Eton, deu permissão à escola de Heseltine para ir ao evento. Antes disto, a sua mãe tinha planeado conhecer Delius na sua casa de Londres; como consequência, durante este intervalo do concerto, Heseltine foi apresentado ao compositor. No dia seguinte ele escreveu a Delius uma longa carta de apreciação: "Eu não consigo expressar adequadamente em palavras o intenso prazer que foi para mim ouvir tais actuações tão perfeitas de tão perfeita música". Ele disse à sua mãe que "Sexta à noite foi a mais perfeita noite da sua vida, e que nunca ia esquecer". Delius tornou-se a primeira influência forte na carreira de compositor de Heseltine, e apesar da sua inicial bajulação ter mais tarde mudado, uma amizade começou que duraria pelo resto da vida de Heseltine.

### Colónia, Oxford e Londres
No Verão de 1911, um ano antes de sair da escola, Heseltine cansou-se da vida em Eton. Sem um plano claro para o seu futuro, perguntou à sua mãe se podia viajar durante uns tempos. A sua mãe queria que ele fosse para a universidade, e depois ou para Londres ou para o Serviço Civil, mas concordou com o pedido com a promessa que acabasse a sua educação mais tarde. Em Outubro de 1911 foi para Colónia para aprender Alemão e para estudar piano no conservatório. Em Colónia, Heseltine produziu as suas primeiras músicas no qual, tal como os seus trabalhos posteriores, foram parecidos com os de Delius. Os estudos de piano eram escassos, apesar de Heseltine expandir as suas experências musicais indo a concertos e óperas. Também experimentou jornalismo geral, publicando um artigo no Railway and Travel Monthly com o tema dos caminhos de ferro não usados em Gales.

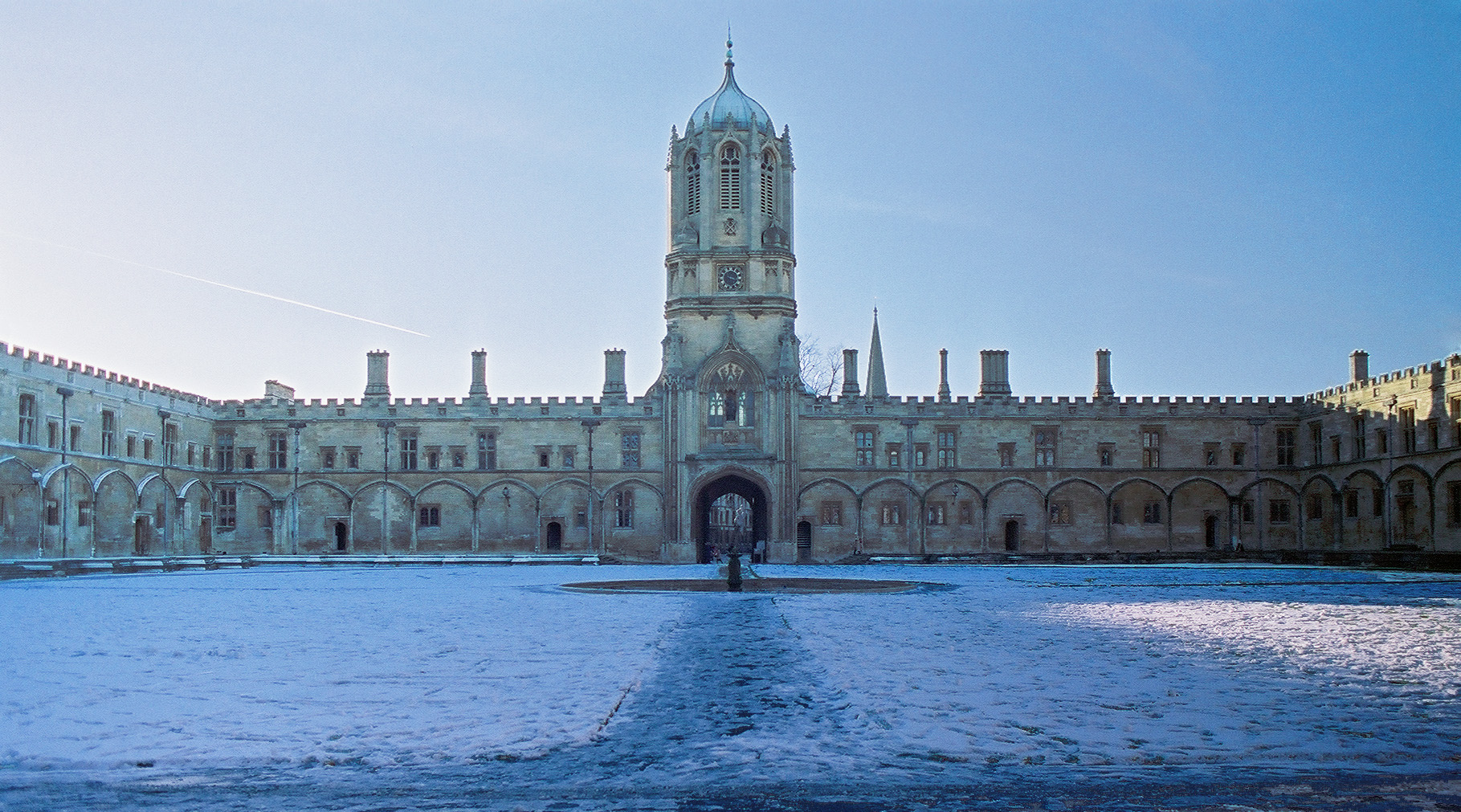
Igreja de Cristo, Oxford, onde Heseltine passou um ano infeliz, 1913-14

Em Março de 1912, Heseltine regressou a Londres e arranjou um tutor para o preparar para os exames de entrada na universidade. Passou tempo com Delius nesse Verão no Birmingham Festival, e publicou a sua primeira crítica musical, um artigo sobre Arnold Schoenberg que apareceu no Musical Standard em Setembro de 1912. Apesar dos desejos da sua mãe e da sua falta de treino formal musical, ele esperou fazer carreira na música. Consultou Delius, que o avisou que, se a sua mente estava pronta, ele devia seguir os seus instintos e perseguir o objectivo na face de todas as considerações. Beecham, que conhecia ambos os homens, mais tarde criticou este conselho, devido à imaturidade e instabilidade de Heseltine. "Frederick nunca devia ter cometido o erro crasso de ensinar a doutrina da determinação cruel a alguém incapaz de a receber". No fim, Heseltine acedeu aos desejos da sua mãe. Depois de passar os exames necessários, foi aceite em estudos clássicos na Igreja de Cristo, Oxford, e começou em Outubro de 1913.
Uma colega na Igreja de Cristo descreveu o Heseltine com 19 anos como "provavelmente com 22, mas parecia ser anos mais velho... 1,82 metros, absolutamente em forma... olhos azuis brilhantes... e os lábios curvados e cabeça alta de um jovem Deus Grego". Apesar de gozar de sucesso social, rapidamente começou a deprimir-se e infeliz com a sua vida em Oxford. Em Abril de 1914, passou parte das suas férias da Páscoa com Delius em Grez, e trabalhou com o compositor nas partituras de An Arabesque e Fennimore and Gerda, no último caso a dar uma versão em inglês do libreto. Não regressou a Oxford depois das férias de Verão de 1914; com o relutante consentimento da sua mãe mudou-se para Bloomsbury em Londres, e entrou na Universidade de Londres para estudar línguas, literatura e filosofia. No tempo livre conduzia uma pequena orquestra amadora em Windsor, depois de admitir a Delius que não sabia nada da arte de conduzir. Contudo, a sua vida de estudante em Londres foi breve; em Fevereiro de 1915, com a ajuda da Lady Emerald Cunard (uma amante de Beecham) arranjou emprego como crítico de música no Daily Mail com um salário de £100 por ano. Prontamente abandonou os estudos da universidade e começou a sua nova carreira.

### Anos incertos

#### Crítico de música
Durante os 4 meses de Heseltine no Daily Mail, ele escreveu cerca de 30 artigos, maioritariamente pequenos relatórios de eventos musicais mas ocasionalmente com algumas análises. A sua primeira contribuição, data de 9 de Fevereiro de 1915, e descreve uma actuação de Benno Moiseiwitsch do Concerto de Piano em C menor de Delius; Delius foi chamado de "o mair compositor que Inglaterra produziu durante dois séculos", enquanto que a peça de Moiseiwitsch foi "com mestria". O outro trabalho no programa foi "a última grande sinfonia que foi largada ao mundo"; a Sinfonia em D menor de Franck. Ele escreveu para outras publicações; um artigo de 5000 palavras, "Algumas notas de Delius e da sua música", apareceu em Março de 1915 publicado no The Musical Times, no qual Heseltine opinou: "Não existe visão superficial da música de Delius: ou se sente nas profundezas do ser, ou não se sente". Apenas Beecham, Heseltine sugeriu, era capaz de interpretar a música adequadamente. O último artigo de Heseltine para o Daily Mail data de 17 de Junho; mais tarde nesse mês despediu-se, frustrado pelos cortes frequentes do jornal nas suas opiniões mais críticas. Desempregado, passou os seus dias no Museu Britânico, estudando e editando música elisabetana.

#### Novos amigos e colegas
Heseltine passou muito do Verão de 1915 numa habitação de férias arrendada no Vale de Evesham, com um partido que incluía uma jovem modelo artista chamada Minnie Lucie Channing, conhecida como "Puma" devido ao seu temperamento volátil. Ela e Heseltine rapidamente entraram num caso amoroso. Durante este Verão Heseltine chocou os vizinhos pelo seu comportamento sem limites, que incluía andar de mota nu pelo Crickley Hill. Contudo, as suas cartas mostravam que por volta desta altura ele estava frequentemente deprimido e inseguro, faltando qualquer tipo de propósito. Em Novembro de 1915 a sua vida ganhou algum ímpeto quando conheceu D. H. Lawrence e o par rapidamente se entendeu. Heseltine disse que Lawrence era "o maior literário da sua geração", e entusiasticamente cedeu aos planos do escritor de fundar uma colónia utópica na América. Mais tarde em Dezembro ele seguiu Lawrence a Cornwall, onde tentou, inutilmente, preparar uma empresa de publicação com eles. As paixões entre Heseltine e Puma tinham entretanto arrefecido; quando revelou que ela estava grávida, Heseltine confessou a Delius que não gostava muito dela e não tinha intenção de a ajudar a criar a indesejada criança.

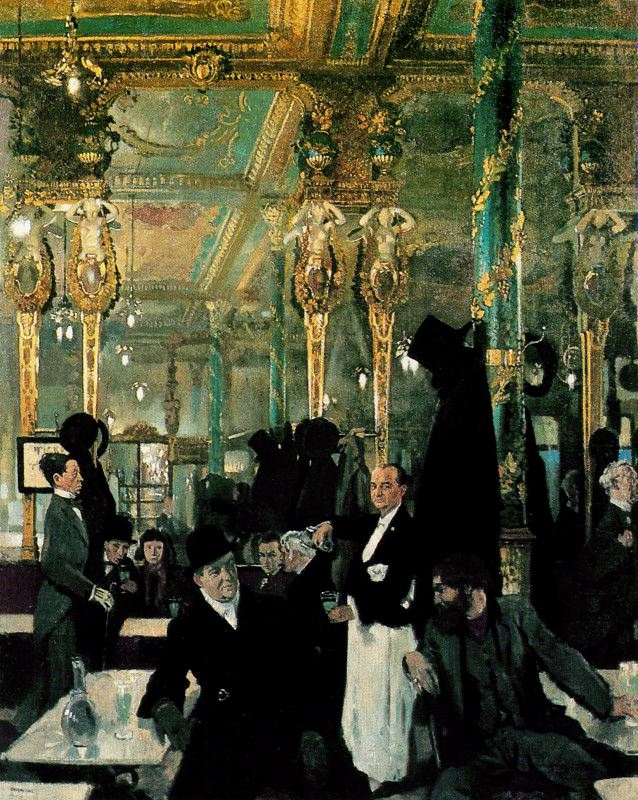
O Café Royal por volta de 1912, um local frequente de reuniões para Heseltine e os seus amigos

Em Fevereiro de 1916 Heseltine regressou a Londres, para pedir isenção do serviço militar. Contudo, tornou-se claro que tinha tido algum tipo de problema com Lawrence; numa carta ao seu amigo Robert Nichols, Heseltine descreveu Lawrence como "aborrecido determinado a tornar-me apenas dele e aborrecido como ele é". O centro social da vida de Heseltine agora tinha-se tornado o Café Royal na Regent Street, onde entre outros conheceu Cecil Gray, um jovem compositor escocês. Os dois decidiram partilhar um estúdio em Battersea, onde planearam vários esquemas, incluindo um magazine de música, e, mais ambicioso, uma temporada de óperas e concertos. Heseltine rejeitou uma oferta de Beecham de participar na Companhia Inglesa de Ópera, escrevendo a Delius que as produções de Beecham e escolhas de trabalho eram incrivelmente pobres e com falta de valor artístico; na sua própria iniciativa não iria existir "compromissos com a gentalha". Beecham ridicularizou o plano; ele disse que iria ser "lançado e controlado por pessoas sem o mínimo de experiência na vida teatral". A ideia eventualmente não chegou a nada. Um evento de importância considerável na vida música de Heseltine, no fim de 1916, foi a introdução do compositor holandês Bernard van Dieren. A sua amizade influenciou consideravelmente Heseltine, que para o resto da sua vida continuou a promover a música do compositor. Em Novembro de 1916, Heseltine usou o pseudónimo "Peter Warlock" pela primeira vez, num artigo sobre a música de Sir Eugene Aynsley Goossens para o The Music Student.[n 2]
Puma deu à luz um filho em Julho de 1916, apesar de existir confusão com a identidade exacta da criança. Muitos biógrafos assumem ser Nigel Heseltine, o futuro escritor que publicou uma memória do seu pai em 1992. Contudo, nessa memória, Nigel nega que Puma era a sua mãe; ele era, diz ele, o resultado de um romance entre Heseltine e uma rapariga suíça desconhecida. Consequentemente, foi dado a pais de acolhimento, e depois adoptado pela mãe de Heseltine. Parrott lembra-se que o filho nascido de Puma foi chamado Peter, e morreu na infância. Smith, contudo, diz que o bebé de Puma foi originalmente chamado Peter mas foi renomeado para Nigel "por razões que ainda não foram explicadas satisfatoriamente". Qualquer que seja a verdadeira paternidade, e apesar  das dúvidas mútuas, Heseltine e Puma eram casados pelo Gabinete de Registos de Chelsea a 22 de Dezembro de 1916.

#### Irlanda

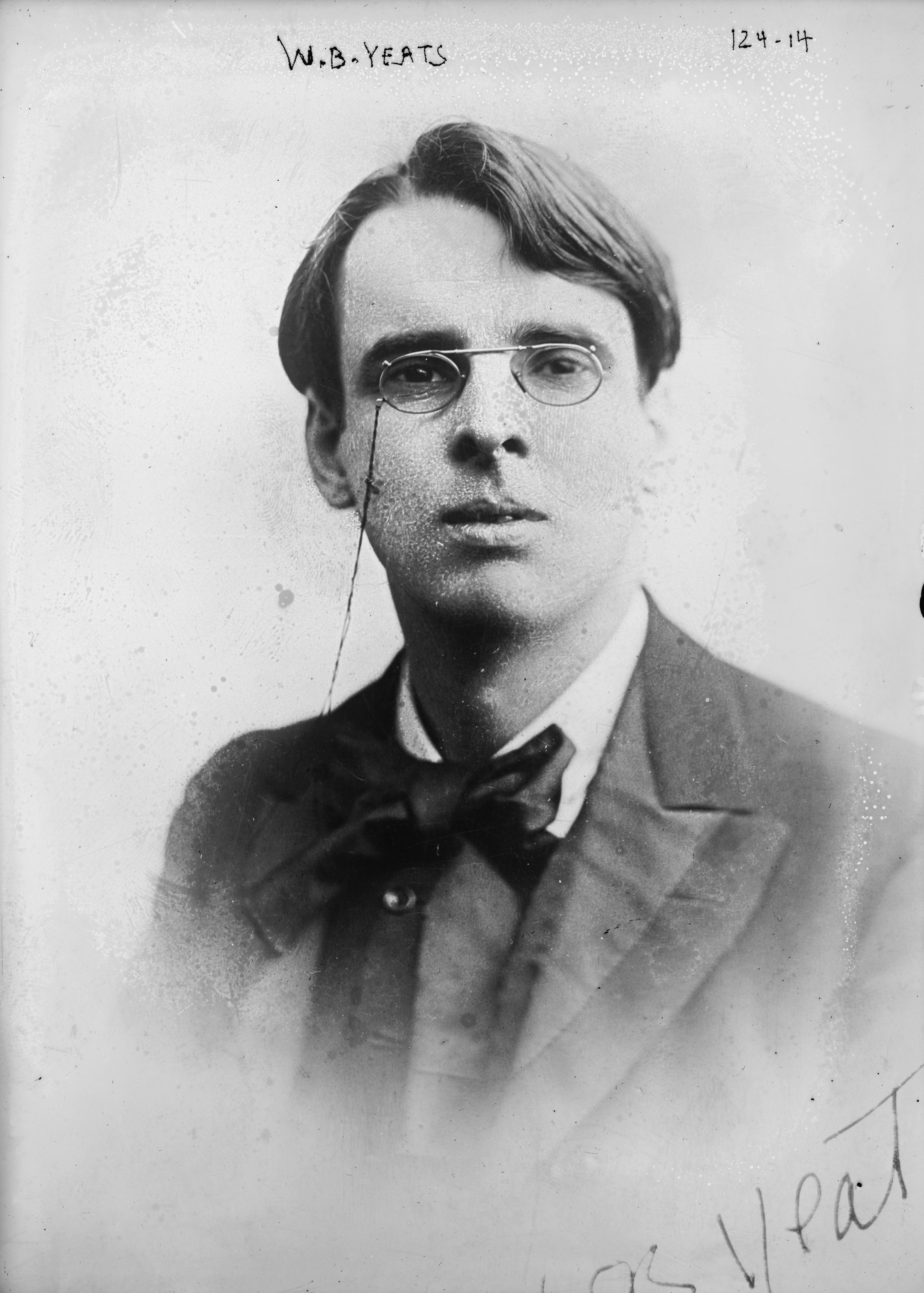
William Butler Yeats

Em Abril de 1917, Heseltine já se tinha cansado novamente da vida de Londres. Regressou a Cornwall onde arrendou uma pequena habitação perto dos Lawrence, e fez umas tréguas parciais com o escritor. Pelo Verão de 1917, como Aliados da Primeira Guerra Mundial, a dispensa militar de Heseltine foi revista; para evitar um possível recrutamento, em Agosto de 1917 mudou-se para a Irlanda, levando Puma, por quem tinha decidido que, afinal, estava apaixonado.
Na Irlanda, Heseltine combinou estudos de música com o fascínio pelas línguas celtas, retirando-se durante 2 meses para uma ilha remota onde era falada exclusivamente a língua irlandesa. Outra preocupação era um fascínio crescente por práticas mágicas e ocultas, um interesse inicialmente acordado durante o seu ano em Oxford e revivido em Cornwall. Uma carta de Robert Nichols indica que nesta altura ele estava "ocupado... com a vulgar ciência chamada de Magia Negra". Para o seu antigo tutor Colin Taylor, Heseltine entusiasmou-se com livros "cheios da mais incrível sabedoria e iluminação"; estes trabalhos incluem a History of Transcendental Magic de Eliphas Levi, que inclui procedimentos para invocar demónios. Estas diversões não evitaram que Heseltine participasse na vida cultural de Dublin. Conheceu W. B. Yeats, um colega entusiasta do oculto, e considerou brevemente escrever uma ópera baseada no folclore céltico do século IX de Liadain e Curithir. O compositor Denis Aplvor indicou que a obsessão de Heseltine com oculto foi eventualmente substituída pelos seus estudos das filisofias da religião, para o qual foi atraído através de uma inscrição de membro de um grupo teosófico em Dublin. O interesse de Heseltine neste campo tinha sido originalmente estimulado por Kaikhosru Sorabji, o compositor que o tinha apresentado à música de Béla Bartók.
A 12 de Maio de 1918, Heseltine deu uma aula muito bem recebida, "What Music Is", no Abbey Theatre de Dublin, que incluía excertos musicais de Bartók, do compositor francês Paul Ladmirault, e de van Dieren. A promoção de Heseltine da música de van Dieren levou à guerra de injúrias de Agosto de 1918 com o editor de música Winthrop Rogers, depois da rejeição de várias das composições de van Dieren. A disputa estimulou os próprios poderes criativos de Heseltine, e nas suas duas últimas semanas na Irlanda escreveu 10 músicas, que mais tarde as críticas chamaram de "entre o seu melhor trabalho".

#### Jornalismo eThe Sackbut
Quando Heseltine regressou a Londres no fim de Agosto de 1918 enviou 7 novas músicas a Rogers para publicação. Devido aos seus recentes contratempos com van Dieren, Heseltine registou estas peças como "Pter Warlock". Foram publicadas sob o seu pseudónimo, que mais tarde adoptou para todos os seus trabalhos musicais, reservando o seu próprio nome para escrita crítica e analítica. Por volta desta altura o compositor Charles Wilfred Orr lembra-se de Heseltine como "jovem honrado praticamente da minha idade", tentando sem sucesso convencer um céptico Delius dos méritos dos trabalhos de piano de van Dieren. Orr era particularmente impressionado pelas capacidades de assobios de Heseltine que descrevia como "parecido com flauta em qualidade e pureza".
Durante os anos seguintes, Heseltine dedicou a maior parte da sua energia à crítica musical e ao jornalismo. Em Maio de 1919 lançou um artigo para a Associação Musical, "The Modern Spirit of Music", que impressionou E. J. Dent, o futuro professor de música da Universidade de Cambridge. Contudo, muita da sua escrita era de confronto e conflituosa. Fez comentários desprezíveis sobre os padrões da altura da crítica musical ("a crítica média dos jornais sobre a música... ou é um música arruinado ou gasto, ou é um jornalista demasiado incompetente para relatórios vulgares") que ofenderam os críticos mais antigos como Ernest Newman. Ele escreveu artigos provocantes no Musical Times, e em Julho de 1919 confrontou o crítico-compositor Leigh Henry sobre a música de Igor Stravinsky.
Numa carta datada de 17 de Julho de 1919, Delius avisou o jovem para concentrar em escrever ou compor: "Eu... sei o quanto dotado és e que possibilidades estão em ti". Por esta altura, as opiniões de Heseltine em privado sobre a música de Delius eram altamente críticas, apesar de em público continuar a elogiar o seu antigo mentor. No Musical Times ele citou Fennimore and Gerda, a ópera final de Delius, como "uma das experiências com mais sucesso numa nova direcção que o palco de ópera já tinha visto".
Heseltine tinha há muito feito um esquema para lançar a sua magazine musical, que tencionava começar assim que encontrasse apoio apropriado. Em Abril de 1920, Rogers decidiu substituir a sua quase morta magazine The Organist and Choirmaster, por um novo jornal musical, The Sackbut, e convidou Heseltine para o editar. Heseltine presidiu mais de 9 publicações, adoptando o estilo combativo e frequentemente controverso. The Sackbut também organizava concertos, apresendo os trabalhos de van Dieren, Sorabji, Ladmirault e outros. Contudo, Rogers retirou o seu apoio financeiro de 5 publicações. Heseltine depois tentou com dificuldade governar-se durante alguns meses; em Setembro de 1921 a magazine foi tomada pelo editor John Curwen, que prontamente substituiu Heseltine como editor.

### Os anos produtivos em Gales
Sem qualquer rendimento regular, no Outono de 1921, Heseltine regressou a Cefn Bryntalch, que se tornou a sua base durante os 3 anos seguintes. Encontrou a atmosfera lá para conduzir esforços criativos; disse a Gray que "Gales Selvagem tem um encanto mais forte para mim que vinho ou mulher". Os anos gauleses foram marcados por intensa criatividade composicional e actividade literária; algumas das músicas mais conhecidas de Heseltine, incluindo os ciclos musicais Lilligay e The Curlew, foram completos juntamente com outras músicas, cenários de coro, e uma serenata composta em honra do 60º aniversário de Delius em 1922. Heseltine também editou e transcreveu uma grande quantidade de música inglesa. O seu reconhecimento como compositor emergente foi marcado pela selecção de The Curlew a representar a música britânica contemporânea no Festival de Salzburg em 1924.
O maior trabalho literário de Heseltine deste período foi a biografia de Delius, o primeiro grande estudo do compositor, que permaneceu o trabalho padrão durante muitos anos. Na sua apresentação em 1952, o livro foi descrito pelo editor musical Hubert J. Foss como "um trabalho de arte, um estudo charmoso e penetrante da mente musical de um poeta". Heseltine também trabalhou com Gray num estudo do compositor italiano do século XVI Carlo Gesualdo, apesar de disputas entre os dois homens ter atrasado a publicação do livro até 1926.
Enquanto visitava Budapeste em Abril de 1921, Heseltine tornou-se amigo do, na altura pouco conhecido, compositor e pianista Béla Bartók. Quando bartók visitou Gales em Março de 1922 para dar um concerto, ficou durante akguns duas em Cefn Bryntalch. Apesar de Heseltine ter continuado a promover a música de Bartók, não existem registos de outros encontros depois da visita a Gales. A sua amizade instável com Lawrence finalmente morreu, depois de uma pequena descrição disfarçada e desfavorável de Heseltine e Puma ("Halliday" e "Pussum") ter aparecido em Women in Love, publicado em 1922. Heseltine começou procedimentos legais para difamação, eventualmente resolvendo sair de tribunal com os editores, Secker e Warburg. Puma, entretanto, tinha desaparecido da vida de Heseltine. Regressou da Irlanda antes dele, e vivia há uns tempos com a criança Nigel em Cefn Bryntalch onde os locais a consideravam como não estando "na mesma ordem da sociedade como nós". Não havia continuação da vida casada, e ela deixou Heseltine algures em 1922.
Em Setembro e Outubro de 1923, Heseltine acompanhou o seu amigo compositor E. J. Moeran numa viagem pela Inglaterra oriental, em busca da música folclórica original. Mais tarde nesse ano ele e Gray visitaram Delius em Grez. Em Junho de 1924, Heseltine deixou Cefn Bryntalch e viveu brevemente num apartamento em Chelsea, um local marcado por festas selvagens e danos consideráveis à propriedade. Depois de passar o Natal de 1924 em Maiorca arrendou uma pequena casa (anteriormente ocupada por Foss) na vila de Kent em Eynsford.

### Eynsford

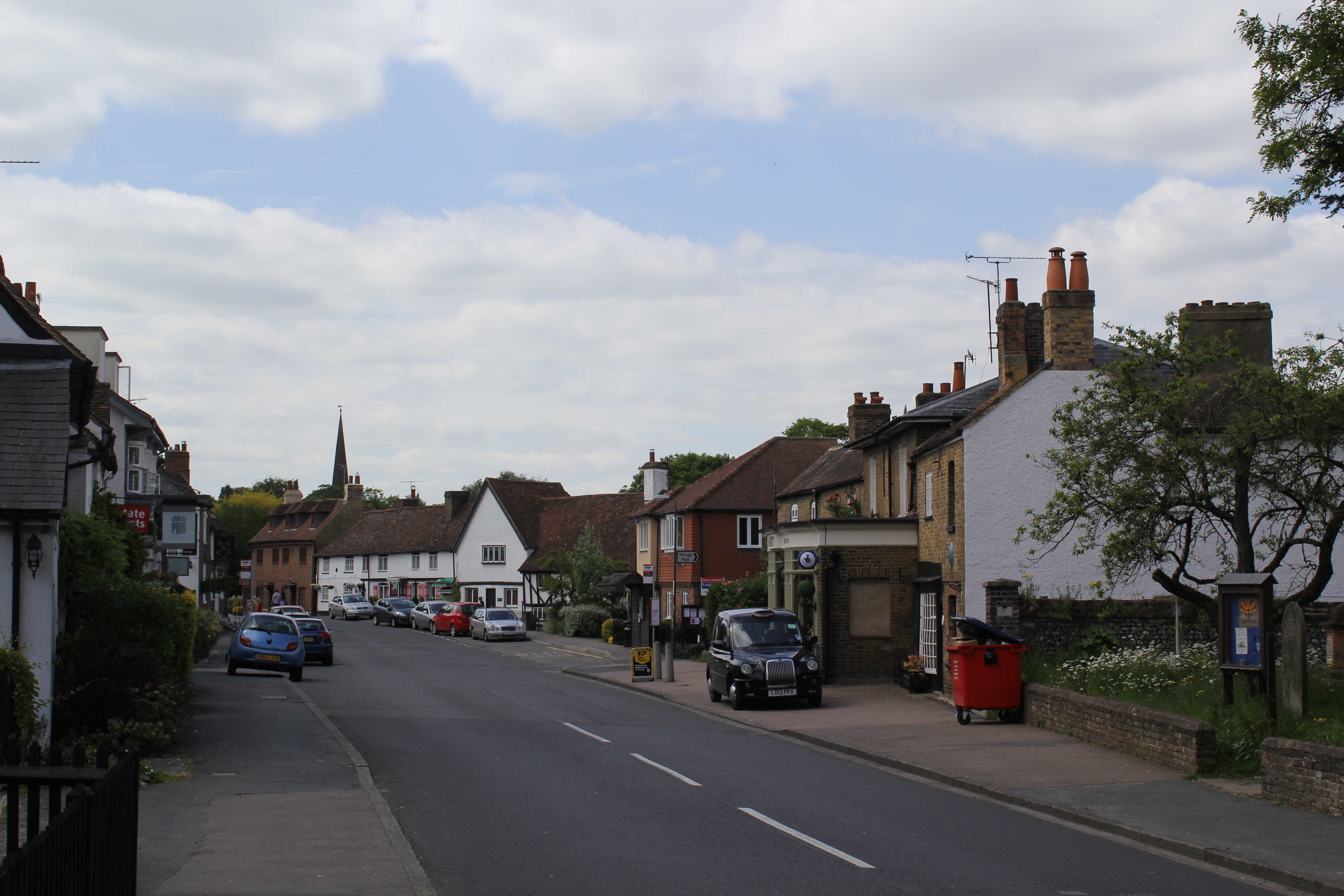
A vila de Eynsford em Kent, a casa de Heseltine entre 1925 e 1928.

Em Eynsford, com Moeran como seu companheiro de casa, Heseltine presidiu uma casa boémia com uma população flexível de artistas, músicos e amigos. Moeran tinha estudado no Royal College of Music antes e depois da Primeira Guerra Mundial; reuniu avidamente música folclórica e tinha admirado Delius durante a sua juventude. Apesar de terem muito em comum, ele e Heseltine raramente trabalhavam juntos, apesar de terem escrito juntos a música "Maltworms". Os outros residentes permanentes de Eynsford eram Barbara Peache, a namorada de longa data de Heseltine que ele conhecia desde o início dos anos 20, e Hal Collins, um maori da Nova Zelândia que actuava como um faz-tudo. Peache era descrita pelo assistente de Delius, Eric Fenby, como "uma rapariga muito calma e atraente, um pouco diferente dos tipos normais de Phil". Apesar de não estar formalmente treinado, Collins era um designer gráfico dotado e compositor ocasional, que por vezes ajudava Heseltine. A residência era aumentada várias vezes pelos compositores William Walton e Constant Lambert, a artista Nina Hamnett, e alguns colegas de ambos os sexos.
O ambiente em Eynsford era de álcool (o local público "Five Bells" estava convenientemente no outro lado da rua) e de sexo sem inibições; estes anos são a base para as lendas de Warlock de vida selvagem e deboche. Os visitantes da casa tinha várias orgias, festas de bebida toda a noite, e jogos rudes que chamaram a intervenção da polícia pelo menos uma vez. Contudo, tais actividades eram maioritariamente confinadas aos fins de semana; mesmo neste meio pouco convencional Heseltine conseguiu fazer muito trabalho, incluindo partes do dramaturgo do Jacobean John Webster e do poeta moderno Hilaire Belloc, e Capriol Suite em versões de corda e orquestra completa. Heseltine continuou a transcrever música moderna, escreveu artigos e críticas, e terminou o livro sobre Gesualdo. Tentou recuperar a reputação de um compositor elisabetano negligenciado, Thomas Whythorne, com um longo panfleto que, anos mais tarde, trouxe aumentos significativos à entrada de Whythorne em The History of Music in England. Também escreveu um estudo geral da música elisabetana, The English Ayre .
Em Janeiro de 1927, a serenata de cordas de Heseltine foi gravada para a Sociedade Nacional Gramofónica, por John Barbirolli e uma orquestra improvisada. Um ano mais tarde, HMV gravou a balada "Captain Stratton's Fancy", cantada por Peter Dawson. Estas duas são as únicas gravações da música de Heseltine lançadas durante a sua vida. A sua associação com o poeta e jornalista Bruce Blunt levou ao hino popular de Natal "Bethlehem Down", que o par escreveu em 1927 para angariar dinheiro para as suas bebidas de Natal. No Verão de 1928 o seu estilo de vida tinha criado problemas financeiros graves, apesar da sua indústria. Em Outubro foi forçado a desistir da casa em Eynsford, e regressar a Cefn Bryntalch.

### Últimos anos
Em Novembro de 1928, Heseltine estava cansado de Cefn Brynstalch, e regressou a Londres. Procurou revisões de concertos e tarefas de catalogação sem muito sucesso; a sua principal actividade criativa foi editar, sob o pseudónimo de "Rab Noolas" (Saloon Bar ao contrário), o Merry-Go-Down, uma antologia a favor da bebida. O livro foi publicado por The Mandrake Press, ilustrado por Hal Collins.
No início de 1929, Heseltine recebeu duas ofertas de Beecham que restaurou temporariamente a o seu senso de propósito. Beecham tinha fundado a Imperial League of Opera (ILO) em 1927; e convidou Heseltine para editar o jornal da ILO. Beecham também pediu a Heseltine para o ajudar a organizar o festival para honrar Delius, que o organizador tinha planeado para Outubro de 1929. Apesar do entusiasmo de Heseltine pela música de Delius se ter diminuído, aceitou a tarefa, e viajou para Grez em busca das composições esquecidas que pudessem ressuscitar para o festival. Ele disse que ficou deliciado por descobrir Cynara, para voz e orquestra, abandonada desde 1907. Para o festival, Heseltine preparou muitas das notas do programa para concertos individuais e forneceu uma biografia concisa do compositor. Segundo a mulher de Delius Jelka: "Ao lado de Beecham, ele [Heseltine] era mesmo a alma da coisa".
Num Promenade Concert em Agosto de 1929, Heseltine conduziu uma actuação do Capriol Suite, a única condução em público da sua vida. Num esforço de reproduzir o seu sucesso com Bethlehem Down, ele e Blunt fizeram uma nova canção de Natal em 1929, The Frostbound Wood. Apesar do trabalho estar tecnicamente concluído, falhou na popularidade do seu precedente. Heseltine editou 3 artigos no jornal da ILO, mas em Janeiro de 1930, Beecham anunciou o fecho da iniciativa, e Heseltine estava sem trabalho novamente. A sua tentativa a favor de van Dieren para arranjar financiamento para montar uma actuação da ópera The Tailor também falhou.
O último Verão da vida de Heseltine foi marcado por tristeza, depressão, e inactividade; Aplvor refere o senso de Heseltine de "crimes contra o espírito", e uma obsessão por morte iminente. Em Julho de 1930 uma noite passada com Blunt em Hampshire trouxe um breve renascimento de criatividade; Heseltine compôs "The Fox" com as letras de Blunt,  e no seu regresso a Londres escreveu "The Fairest May" para voz e quarteto de cordas. Esta foi a sua última composição original.

### Morte
Em Setembro de 1930, Heseltine mudou-se com Barbara Peache para um apartamento de cave na 12a Tite Street em Chelsea. Sem inspiração criativa nova, trabalhou no Museu Britânico a transcrever música do compositor britânico Cipriani Potter, e fez uma versão a solo de "Bethlehem Down" com acompanhamento de orgão. Na noite de 16 de Dezembro, Heseltine encontrou-se com van Dieren e a sua mulher para uma bebida e convidou-os para sua casa depois. Segundo van Dieren, os convidados sairam por volta das 00:15 horas. Os vizinhos mais tarde reportaram sons de movimento e de um piano de manhã cedo. Quando Peache, que tinha estado fora, regressou cedo do dia 17 de Dezembro, encontrou as portas e as janelas presas e um cheiro a gás. A polícia entrou à força no apartamento e encontrou Heseltina inconsciente; foi declarado morto pouco depois, aparentemente como resultado de envenenamento por gás.
Um inquérito foi levado a cabo a 22 de Dezembro; o júri não consegui determinar se a morte foi acidental ou suicídio e foi retornado um veredicto aberto. Muitos dos comentadores consideraram suicídio como sendo a causa mais provável; o amigo próximo de Heseltine Lionel Jellinek e Peache lembram-se de ele ter ameaçado anteriormente acabar a sua vida com gás e um novo testamento foi encontrado entre os papéis do apartamento. Muito mais tarde, Nigel Heseltine introduziu uma nova teoria - que o seu pai tinha sido morto por van Dieren, o único beneficiário do testamento de 1920 de Heseltine, que ficou por ser revocado pelo novo. A teoria não é considerada suficientemente forte para a maioria dos comentadores.
Philip Heseltine foi enterrado ao lado do seu pai no cemitério Godalming a 20 de Dezembro de 1930. No fim de Fevereiro de 1931, um concerto com a sua música em sua memória foi dado no Wigmore Hall; um segundo concerto teve lugar no Dezembro seguinte. Em 2011, um crítico de arte Brian Sewell publicou as suas memórias no qual dizia ser o filho ilegítimo de Heseltine, nascido em Julho de 1931, 7 meses depois da morte do compositor. Sewell diz que a sua mãe, sem nome, era uma namorada intermitente, uma católica que recusou a oferta de Heseltine de pagar um aborto. Sewell diz que acreditava que esta recusa era um factor que tinha levado ao suicídio de Heseltine e desde então trazia uma grande culpa. Sewell diz que não soube da identidade do seu pai até 1986.

### Legado
O trabalho sobrevivente de Heseltine inclui cerca de 150 músicas, a maior parte a voz sozinha e piano. Também escreveu peças de coro, algumas com instrumentos ou acompanhamento de orquestra, e poucas com trabalhos instrumentais. De entre os trabalhos perdidos ou destruídos o musicólogo Ian Copley lista dois tipos de peças: partes para a opera abandonada Liadain and Curither, e o rascunho de um drama Twilight (1926) que Heseltine destruiu sob o conselho de Delius. O historiador de música Stephen Banfiel descreveu as músicas como "gemas polidas da arte da música inglesa que forma um pináculo da vida brilhante no início do século XX... [trabalhos de] intensidade, consistência e excelência sem falhas". Segundo o biógrafo de Delius Christopher Palmer, Heseltine influenciou o trabalho de colegas compositores Moeran e Orr, e a uma extensão maior Lambert e Walton, primeiramente trazendo-os para a órbita de Delius. No caso do par mais tardio, Palmer diz "as reminiscências de Delius que se ceifa de tempos a tempos na [sua] música... é mais provável que Delius tenha filtrado de Warlock".
O biógrafo de Heseltine Brian Collins considera o compositor como o pioneiro da música inglesa da renascença do século XX; apesar de muito da escrita sobre o tema, ele fez bem mais de 500 transcritos de trabalhos recentes. Também escreveu ou contribuiu para 10 livros, e escreveu dezenas de artigos e revisões de música geral. Muitos anos depois, Gray escreveu de Heseltine: "Na memória dos seus amigos, ele está tão vivo como estava quando pôs os pés na terra, e continuará até os últimos de nós estarmos vivos". 

## Música

### Influências
No início do século XX, a influência alemã na escrita das música do século XIX geralmente seguidas por Hubert Parry, Charles Villiers Stanford, Edward Elgar e Roger Quilter, estavam em processo de eclipse. Para compositores como Ralph Vaughan Williams e George Butterworth, a música folclórica inglesa tornou-se uma característica dominante do seu trabalho; ao mesmo tempo, os escritores de música procuravam estender a sua arte para além do piano para desenvolver formas de acompanhamento vocal mais ricas. Desse modo, como Copley observou, fora da sua carreira como compositor, Heseltine encontrou na escrita de música um ambiente dinâmico, "onde se podia expressar a si próprio, ou contra algo que pudesse reagir".

Pela altura em que Heseltine começou a compor seriamente, por volta de 1915-16, tinha começado a influência de Delius. Tinha descoberto a música folclórica inglesa em 1913, o seu ano Oxford, e tinha começado a estudar a música elisabetana e jacobeana. Em 1916 ficou sob o feitiço de van Dieren, cuja influência rapidamente excedeu a de Delius e levou a um desenvolvimento significativo em técnica composicionais, com a primeira evidência no ciclo de músicas Saudades em 1916-17. Gray escreve que de van Dieren, Heseltine "aprendeu a purificar e organizar a sua textura harmónica... e os grossos acordes que caracterizavam as canções mais antigas deram lugar a escrita limpa e vigorosa". Em 1917-18 a paixão de Heseltine pela cultura celta, estimulada pela sua estadia na Irlanda, trouxe um novo elemento à sua música, e em 1921 descobriu Bartók. Uma antiga paixão foi a música de John Dowland, o alaúde elizabetano, cuja uma das músicas ele arranjou para uma banda com instrumentos metalizados. Estas partes constituintes contribuíram para o estilo individual da música de Heseltine. Gray resume o seu estilo como:
Eles [os diferentes elementos] estão fundidos juntos numa forma curiosa e pessoal: os ingredientes separados podem ser analisados e definidos, mas não o produto final, que não +e Dowland mais van Dieren ou Elisabetano mais moderno, mas simplesmente algo individual e não analisável - Peter Warlock. Mais ninguém podia ter escrito aquilo.
Aparte daqueles dentro do círculo, Heseltine teve inspiração de outros compositores cujo trabalho respeitava: Franz Liszt, Gabriel Fauré e Claude Debussy. Ele tinha, contudo, um desgosto particular pelos trabalhos do seu colega escritor de músicas Hugo Wolf. As músicas de Heseltine demonstram estados de espírito de escuridão e bom humor, uma dictomia que ajudou a desenvolver uma ideia de diferenciação das personalidades Warlock/Heseltine. Esta teoria foi rejeitada pelos amigos e associados do compositor, que tinham tendência a ver a divisão em termos de "Philip bêbedo e Philip sóbrio".

### Personagem principal
Num resumo da criação de Warlock, Copley diz que Heseltine eram um melodista natural nos moldes de Schubert: "Com poucas excepções as suas melodias aguentavam sozinhas... podiam ser cantadas sozinhas sem acompanhamento, como músicas folclóricas completas e satisfatórias". Copley identifica certos motivos ou "impressões digitais" características, que surgem ao longo dos trabalhos e que são usadas para mostrar diferenças de humor ou atmosfera: angústia, resignação mas também conforto, namorico com delicadeza e amor. O crítico de música Ernest Bradbury comenta que as músicas de Heseltine "servem tanto o cantor como o poeta, um com as suas linhas vocais memoráveis, o outro com a sua vontade de corrigir a acentuação sem qualquer sugestão de exigência".
Na linguagem musical, Heseltine era um miniaturista, um título que ele ficava contente de aceitar apesar das, por vezes, implicação negativa da palavra: "Eu não tenho nem o impulso nem a habilidade de erigir monumentos antes de uma nova geração os mandar abaixo". Ele era praticamente um auto-didacta, evitando, através da sua falta de treino formal do conservatório da "sombra teutónica" - a influência dos mestre alemães. Com o comentário que a sua técnica era "amadora", ele respondeu argumentado que um compositor se devia expressar nos seus próprios termos, não "agarrando uma série de rótulos e clichés do trabalho dos outros". As suas composições eram elas próprias parte do seu processo de aprendizagem; a música The Curlew teve origem em 1915 com uma parte do poema de Yeats, mas não chegou a ficar completo até 1922. Brian Collins caracteriza o seu trabalho como "uma crónica do progresso e desenvolvimento [do compositor]".

### Apreciação crítica
A música de Heseltine foi geralmente bem recebida pelo público e críticas. As primeiras composições de Warlock a atrair a atenção crítica foram três das canções de Dublin que Rogers publicou em 1918. William Child em The Musical Times pensou nele como "primeira classificação" e apontou "If Ever I Saw" como tendo distinção particular. Em 1922, na mesma revista, o pequeno ciclo de músicas Mr Belloc's Fancy foi aclamada, especialmente "as boas notas de Warlock e acompanhamento apropriado". Ralph Vaughan Williams ficou deliciado com a recepção de Three Carols, quando conduziu o Bach Coir no Queen's Hall em Dezembro de 1923. No início de 1925, a BBC transmitiu uma actuação da Serenade para orquestra de cordas escrita em honra de Delius, um sinal, diz Smith, que o estabelecimento da música estava a começar a tomar seriamente Warlock. O próprio Heseltine notou a reacção calorosa da audiência de Prom à sua condução de Capriol Suite em 1919: "Eu fui chamado novamente 4 vezes".
Depois da morte de Heseltine, a avaliação da sua estrutura musical foi generosa. Newman considerou algumas das composições de coro de Heseltine "entre as melhores músicas escritas para várias vozes por um homem inglês moderno". Constant Lambert saudou-o como "um dos maiores escritores de música que a música alguma vez conheceu", uma visão partilhada com Copley. Num tributo publicado no The Musical Times, van Dieren refere-se à música de Heseltine como "um tesouro nacional" que sobrevive a tudo o que seja dito ou escrito sobre ela. Nos anos anteriores, a sua fama como compositor estava diminuída; Brian Collins recorda como as percepções de Warlock foram distorcidas pelos relatórios escandalosos da sua vida privada, por isso a sua importância musical ao longo dos anos tornou-se obscura. Contudo, quando a Sociedade Peter Warlock foi criada em 1963, o interesse na sua música começou a crescer. Os conhecimentos de Collins que a produtividade de Warlock inclui mais que não pode ser esquecida como programas ou itens, ,as que não exclui os seus numerosos trabalhos de grande qualidade, "frequentemente estimulantes e apaixonados e, ocasionalmente, inovadores ao ponto de serem revolucionários".

## Trabalhos escritos
Juntamente com trabalhos de jornalismo e crítica musical, Heseltine escreveu ou envolveu-se significativamente na produção de 10 livros ou longos panfletos:
- Frederick Delius (1923). John Lane, London
- Thomas Whythorne: An unknown Elizabethan composer (1925). Oxford University Press, London (panfleto)
- (Editor) Songs of the Gardens (1925). Nonesuch Press, London (antologia de músicas populares do século XVIII)[132]
- (Prefácio) Orchésography by Thoinot Arbeau, tr. C.W. Beaumont (1925). Beaumont, London
- The English Ayre (1926). Oxford University Press, London
- (com Cecil Gray) Carlo Gesualdo, Prince of Venosa: Musician and Murderer (1926). Kegan Paul, London
- Miniature Essays: E.J. Moeran (1926). J.& W. Chester, London (panfleto anónimo)
- (com Jack Lindsay) Loving Mad Tom: Bedlamite verses of the 16th and 17th centuries (1927). Fanfrolico Press, London (transcrição musical de Peter Warlock)
- (Editor, juntamente com Jack Lindsay) The Metamorphosis of Ajax (1927). Fanfrolico Press, London
- (Editor sob o nome de "Rab Noolas") Merry-Go-Down, A Gallery of Gorgeous Drunkards through the ages (1929) (antologia)

Na altura da sua morte, Heseltine estava a planear escrever sobre a vida de John Dowland.